# Ghali (Rapper)

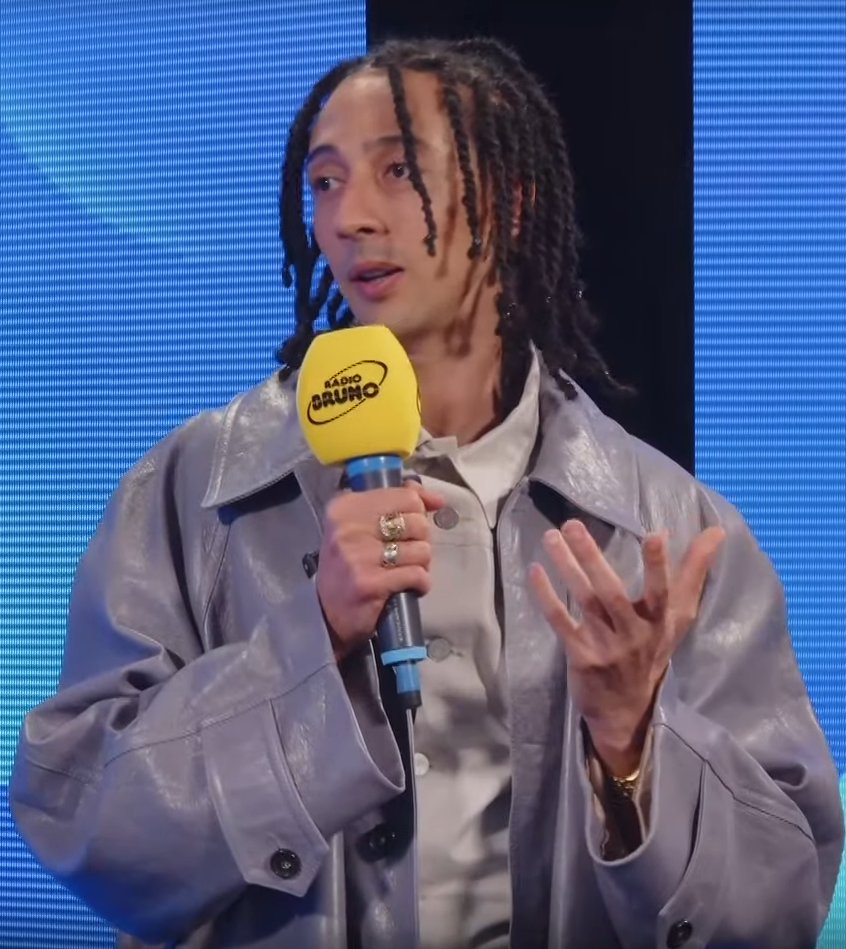
Ghali (2024)

Ghali Amdouni (* 21. Mai 1993 in Mailand), bekannt als Ghali, ist ein italienischer Rapper. Im Jahr 2016 gelang ihm der kommerzielle Durchbruch. Zeitweilig benutzte er auch das Pseudonym Fobia.

## Werdegang
In Mailand als Sohn tunesischer Eltern geboren, wuchs Ghali in Baggio auf, einem Vorort der Stadt. Ghali begann seine Tätigkeit als Rapper 2011 zusammen mit Maite, Fawzy und Er Nyah als Teil des Kollektivs Troupe d’élite. Guè Pequeno nahm ihn sodann bei seinem Label Tanta Roba unter Vertrag, wo Ghali die Single Non capisco una mazza veröffentlichte. Schon 2014 verließ der Rapper Tanta Roba wieder und veröffentlichte ab 2015 Songs mit dem Produzenten Charlie Charles. Die Musikvideos verhalfen ihm zu größerer Popularität im Internet, keines der Lieder wurde jedoch zum Kauf oder Streaming angeboten. Am 14. Oktober 2016 erschien auf Spotify die Single Ninna nanna, die neue Streamingrekorde aufstellte und auf Anhieb die Spitze der italienischen Singlecharts erreichen konnte.
Im Sommer 2017 veröffentlichte Ghali nach weiteren Top-10-Hits sein Debütalbum Album. Diesem folgte die Kompilation Lunga vita a Sto, die seine älteren Lieder enthielt. Anfang 2018 kehrte er mit Cara Italia an die Spitze der Singlecharts zurück. Nach zahlreichen erfolgreichen Singles wie Peace & Love oder I Love You erschien Ghalis zweites Album DNA. Danach wurde es etwas ruhiger um den Rapper, 2022 veröffentlichte er sein drittes Album Sensazione ultra. Beim Sanremo-Festival 2024 konnte Ghali mit dem Lied Casa mia den vierten Platz erreichen.

## Diskografie

### Alben
| Jahr | Titel Musiklabel                        | Höchstplatzierung, Gesamtwochen, AuszeichnungChartplatzierungen (Jahr, Titel, Musiklabel, Platzierungen, Wochen, Auszeichnungen, Anmerkungen) | Höchstplatzierung, Gesamtwochen, AuszeichnungChartplatzierungen (Jahr, Titel, Musiklabel, Platzierungen, Wochen, Auszeichnungen, Anmerkungen) | Anmerkungen                                                                         |
| Jahr | Titel Musiklabel                        | IT | CH | Anmerkungen                                                                         |
| ---- | --------------------------------------- | --- | --- | ----------------------------------------------------------------------------------- |
| 2017 | Album Atlantic Records (WMG)            | IT2 ×4Vierfachplatin · (84 Wo.)IT | CH24 (1 Wo.)CH | Erstveröffentlichung: 26. Mai 2017 Verkäufe: + 200.000                              |
| 2017 | Lunga vita a Sto Atlantic Records (WMG) | IT25 Gold · (4 Wo.)IT | — | Erstveröffentlichung: 24. November 2017 Verkäufe: + 25.000; Höchstplatzierung: 2024 |
| 2020 | DNA Atlantic Records (WMG)              | IT1 ×3Dreifachplatin · (100 Wo.)IT | CH19 (2 Wo.)CH | Erstveröffentlichung: 21. Februar 2020 Verkäufe: + 150.000                          |
| 2022 | Sensazione ultra Sto Records (WMG)      | IT2 Platin · (35 Wo.)IT | CH67 (1 Wo.)CH | Erstveröffentlichung: 20. Mai 2022 Verkäufe: + 50.000                               |
| 2023 | Pizza Kebab Vol. 1 Sto Records (WMG)    | IT5 Gold · (16 Wo.)IT | CH66 (1 Wo.)CH | Erstveröffentlichung: 1. Dezember 2023 Verkäufe: + 25.000                           |

### Mixtapes
- 2013: Leader Mixtape

### Singles
| Jahr | Titel Album                                 | Höchstplatzierung, Gesamtwochen, AuszeichnungChartplatzierungen (Jahr, Titel, Album, Platzierungen, Wochen, Auszeichnungen, Anmerkungen) | Höchstplatzierung, Gesamtwochen, AuszeichnungChartplatzierungen (Jahr, Titel, Album, Platzierungen, Wochen, Auszeichnungen, Anmerkungen) | Anmerkungen                                                                               |
| Jahr | Titel Album                                 | IT | CH | Anmerkungen                                                                               |
| --- | ------------------------------------------- | --- | --- | ----------------------------------------------------------------------------------------- |
| 2016 | Ninna nanna Album                           | IT1 ×4Vierfachplatin · (58 Wo.)IT | — | Erstveröffentlichung: 28. Oktober 2016 Sto Records Verkäufe: + 200.000                    |
| 2017 | Pizza kebab Album                           | IT3 ×2Doppelplatin · (29 Wo.)IT | — | Erstveröffentlichung: 3. Februar 2017 Verkäufe: + 100.000                                 |
| 2017 | Happy Days Album                            | IT4 ×4Vierfachplatin · (33 Wo.)IT | — | Erstveröffentlichung: 12. Mai 2017 Verkäufe: + 200.000                                    |
| 2017 | Habibi Album                                | IT10 ×4Vierfachplatin · (42 Wo.)IT | — | Erstveröffentlichung: 1. September 2017 Verkäufe: + 200.000                               |
| 2018 | Cara Italia –                               | IT1 ×3Dreifachplatin · (33 Wo.)IT | CH73 (1 Wo.)CH | Erstveröffentlichung: 26. Januar 2018 Verkäufe: + 150.000                                 |
| 2018 | Peace & Love –                              | IT1 ×3Dreifachplatin · (27 Wo.)IT | CH31 (1 Wo.)CH | Erstveröffentlichung: 4. Mai 2018 mit Charlie Charles & Sfera Ebbasta Verkäufe: + 150.000 |
| 2018 | Zingarello –                                | IT4 Gold · (9 Wo.)IT | — | Erstveröffentlichung: 25. Mai 2018 feat. Sick Luke Verkäufe: + 25.000                     |
| 2019 | I Love You –                                | IT10 Platin · (24 Wo.)IT | — | Erstveröffentlichung: 15. März 2019 Verkäufe: + 50.000                                    |
| 2019 | Hasta la vista –                            | IT44 (1 Wo.)IT | — | Erstveröffentlichung: 21. Juni 2019                                                       |
| 2019 | Turbococco –                                | IT45 Gold · (9 Wo.)IT | — | Erstveröffentlichung: 21. Juni 2019 Verkäufe: + 25.000                                    |
| 2019 | Flashback DNA                               | IT30 Gold · (2 Wo.)IT | — | Erstveröffentlichung: 11. November 2019 Verkäufe: + 35.000                                |
| 2020 | Boogieman DNA                               | IT1 ×2Doppelplatin · (23 Wo.)IT | — | Erstveröffentlichung: 17. Januar 2020 feat. Salmo Verkäufe: + 140.000                     |
| 2020 | Good Times DNA                              | IT1 ×4Vierfachplatin · (51 Wo.)IT | — | Erstveröffentlichung: 3. April 2020 Verkäufe: + 280.000                                   |
| 2020 | Cacao –                                     | IT9 Gold · (7 Wo.)IT | — | feat. Pyrex Verkäufe: + 35.000                                                            |
| 2020 | Defuera –                                   | IT46 Platin · (16 Wo.)IT | — | Erstveröffentlichung: 15. Juli 2020 mit DRD & Marracash feat. Madame Verkäufe: + 70.000   |
| 2020 | Barcellona DNA                              | IT23 Platin · (19 Wo.)IT | — | Erstveröffentlichung: 11. September 2020 Verkäufe: + 70.000                               |
| 2021 | Chiagne ancora –                            | IT76 (1 Wo.)IT | — | Erstveröffentlichung: 22. Juni 2021 feat. Liberato & J Lord                               |
| 2021 | Wallah Sensazione ultra                     | IT27 Platin · (14 Wo.)IT | — | Erstveröffentlichung: 29. Oktober 2021 Verkäufe: + 100.000                                |
| 2022 | Fortuna Sensazione ultra                    | IT24 Platin · (16 Wo.)IT | — | Erstveröffentlichung: 15. April 2022 Verkäufe: + 100.000                                  |
| 2022 | Pare Sensazione ultra                       | IT29 ×2Doppelplatin · (29 Wo.)IT | — | Erstveröffentlichung: 17. Juni 2022 Verkäufe: + 200.000; feat. Madame                     |
| 2024 | Casa mia –                                  | IT5 ×3Dreifachplatin · (31 Wo.)IT | CH25 (3 Wo.)CH | Erstveröffentlichung: 7. Februar 2024 Verkäufe: + 300.000                                 |
| 2024 | Paprika –                                   | IT3 ×3Dreifachplatin · (30 Wo.)IT | — | Erstveröffentlichung: 10. Mai 2024 Verkäufe: + 300.000                                    |
| 2024 | Niente panico –                             | IT15 Gold · (21 Wo.)IT | — | Erstveröffentlichung: 11. Oktober 2024 Verkäufe: + 50.000                                 |
| 2025 | Chill –                                     | IT40 (… Wo.)IT | — | Erstveröffentlichung: 16. Mai 2025                                                        |
| Folgende Lieder erschienen nicht als Single, wurden aber durch das Album zum Download und Streaming bereitgestellt und konnten somit eine Platzierung erlangen: |                                             | | |                                                                                           |
| |                                             | | |                                                                                           |
| 2017 | Ricchi dentro Album                         | IT6 ×2Doppelplatin · (28 Wo.)IT | — | Verkäufe: + 100.000                                                                       |
| 2017 | Lacrime Album                               | IT14 Platin · (15 Wo.)IT | — | Verkäufe: + 50.000                                                                        |
| 2017 | Milano Album                                | IT20 Gold · (5 Wo.)IT | — | Verkäufe: + 25.000                                                                        |
| 2017 | Boulevard Album                             | IT23 Platin · (5 Wo.)IT | — | Verkäufe: + 50.000                                                                        |
| 2017 | Vida Album                                  | IT28 Platin · (5 Wo.)IT | — | Verkäufe: + 50.000                                                                        |
| 2017 | Liberté Album                               | IT30 Gold · (4 Wo.)IT | — | Verkäufe: + 25.000                                                                        |
| 2017 | Oggi no Album                               | IT32 Platin · (5 Wo.)IT | — | Verkäufe: + 50.000                                                                        |
| 2017 | Ora d’aria Album                            | IT37 Gold · (2 Wo.)IT | — | Verkäufe: + 25.000                                                                        |
| 2019 | Goku Machete Mixtape 4                      | IT30 (2 Wo.)IT | — | Machete, Ghali & Sick Luke                                                                |
| 2020 | Marymango DNA                               | IT6 Gold · (11 Wo.)IT | — | feat. Tha Supreme Verkäufe: + 35.000                                                      |
| 2020 | DNA                                         | IT19 (3 Wo.)IT | — |                                                                                           |
| 2020 | 22:22 DNA                                   | IT20 Gold · (5 Wo.)IT | — | Verkäufe: + 35.000                                                                        |
| 2020 | Jennifer DNA                                | IT23 (2 Wo.)IT | — | feat. Soolking                                                                            |
| 2020 | Fast Food DNA                               | IT28 (2 Wo.)IT | — |                                                                                           |
| 2020 | Giù x Terra DNA                             | IT45 (1 Wo.)IT | — |                                                                                           |
| 2020 | Cuore a destra DNA                          | IT47 (1 Wo.)IT | — |                                                                                           |
| 2020 | Extasy DNA                                  | IT55 (1 Wo.)IT | — |                                                                                           |
| 2020 | Combo DNA                                   | IT57 (1 Wo.)IT | — | feat. Mr. Eazi                                                                            |
| 2020 | Scooby DNA                                  | IT62 (1 Wo.)IT | — |                                                                                           |
| 2020 | Fallito DNA                                 | IT63 (1 Wo.)IT | — |                                                                                           |
| 2020 | MILF DNA                                    | IT30 (1 Wo.)IT | — | feat. Taxi B                                                                              |
| 2022 | Free Solo Sensazione ultra                  | IT44 (1 Wo.)IT | — | feat. Marracash                                                                           |
| 2022 | Drari Sensazione ultra                      | IT95 (1 Wo.)IT | — | feat. Baby Gang                                                                           |
| 2023 | Paura e delirio a Milano Pizza Kebab Vol. 1 | IT28 (1 Wo.)IT | — | feat. Tony Effe, Dylan & Side Baby                                                        |
| 2023 | Machiavelli Pizza Kebab Vol. 1              | IT39 Gold · (3 Wo.)IT | — | Verkäufe: + 50.000 feat. Simba La Rue                                                     |
| 2023 | Sotto controllo Pizza Kebab Vol. 1          | IT91 (1 Wo.)IT | — | feat. Luchè                                                                               |
| 2023 | Tanti soldi Pizza Kebab Vol. 1              | IT93 (1 Wo.)IT | — | feat. Geolier                                                                             |
| 2023 | Sto Pizza Kebab Vol. 1                      | IT100 (1 Wo.)IT | — |                                                                                           |
| 2024 | Bayna Sensazione ultra                      | IT93 (2 Wo.)IT | — |                                                                                           |

Weitere Singles
- 2011: Non capisco una mazza
- 2014: Come Milano
- 2015: Optional
- 2015: Cazzo Mene
- 2015: Mamma
- 2015: Non lo so (feat. Izi)
- 2015: Sempre me
- 2015: Marijuana
- 2016: Vai tra
- 2016: Dende – IT: Platin (100.000+)
- 2016: Wily Wily – IT: Gold (50.000+)
- 2022: Walo

### Gastbeiträge
| Jahr | Titel Album                               | Höchstplatzierung, Gesamtwochen, AuszeichnungChartplatzierungen (Jahr, Titel, Album, Platzierungen, Wochen, Auszeichnungen, Anmerkungen) | Höchstplatzierung, Gesamtwochen, AuszeichnungChartplatzierungen (Jahr, Titel, Album, Platzierungen, Wochen, Auszeichnungen, Anmerkungen) | Anmerkungen |
| Jahr | Titel Album                               | IT | CH | Anmerkungen |
| --- | ----------------------------------------- | --- | --- | --- |
| 2017 | Bimbi –                                   | IT3 ×2Doppelplatin · (25 Wo.)IT | — | Erstveröffentlichung: 24. März 2017 Verkäufe: + 100.000; Charlie Charles feat. Izi, Rkomi, Sfera Ebbasta, Tedua & Ghali |
| 2023 | Puta –                                    | IT40 Gold · (3 Wo.)IT | — | Erstveröffentlichung: 18. Mai 2023 Verkäufe: + 50.000; Sixpm feat. Ghali & Guè                                          |
| 2023 | Obladi oblada –                           | IT43 (3 Wo.)IT | — | Erstveröffentlichung: 15. Juni 2023 Charlie Charles feat. Ghali, Thasup & Fabri Fibra                                   |
| Folgende Lieder erschienen nicht als Single, wurden aber durch das Album zum Download und Streaming bereitgestellt und konnten somit eine Platzierung erlangen: |                                           | | | |
| |                                           | | | |
| 2017 | Tristi Force & Honneur                    | — | CH91 (1 Wo.)CH | Lacrim feat. Ghali |
| 2019 | Boogie Nights Dove gli occhi non arrivano | IT15 Gold · (7 Wo.)IT | — | Rkomi feat. Ghali Verkäufe: + 25.000                                                                                    |
| 2020 | Pour toujours Vita Vera Mixtape           | IT14 Gold · (2 Wo.)IT | — | Tedua, Dargen D’Amico & Chris Nolan feat. Ghali Verkäufe: + 50.000                                                      |
| 2020 | Scat men 1990                             | IT23 Gold · (8 Wo.)IT | — | Achille Lauro feat. Ghali & Gemitaiz Verkäufe: + 35.000                                                                 |
| 2022 | Hentai X2                                 | IT14 (2 Wo.)IT | — | Sick Luke feat. Ghali & Tony Effe                                                                                       |
| 2022 | Compliquè Provinciale                     | IT29 Platin · (12 Wo.)IT | — | Rhove feat. Shiva & Ghali Verkäufe: + 100.000                                                                           |
| 2022 | Diavolo Botox                             | IT6 Gold · (6 Wo.)IT | — | Night Skinny feat. Bnkr44, Ghali, Rkomi & Tedua Verkäufe: + 50.000                                                      |
| 2022 | Cell Trenches Baby                        | IT89 (1 Wo.)IT | — | Rondodasosa & NKO feat. Ghali                                                                                           |
| 2024 | Soldi a casa Tunnel                       | IT12 Gold · (4 Wo.)IT | — | Simba La Rue & FT Kings feat. Ghali Verkäufe: + 50.000                                                                  |
| 2024 | GTA Icon                                  | IT28 (3 Wo.)IT | — | Tony Effe feat. Ghali                                                                                                   |
| 2024 | Ghetto Superstar Locura                   | IT3 Gold · (9 Wo.)IT | — | Lazza feat. Ghali Verkäufe: + 50.000                                                                                    |
| 2024 | Cos’hai detto? Esci dal tunnel            | IT37 (2 Wo.)IT | — | Simba La Rue feat. Ghali                                                                                                |
| 2025 | Kalispera Tropico del capricorno          | IT28 (2 Wo.)IT | — | Guè feat. Ghali & Tony Effe                                                                                             |
| 2025 | Maneskin No Regular Music 2               | IT7 (… Wo.)IT | — | Sadturs & Kiid feat. Ghali & Shiva                                                                                      |
| 2025 | Server No Regular Music 2                 | IT35 (1 Wo.)IT | — | Sadturs & Kiid feat. Thasup & Ghali                                                                                     |

## Auszeichnungen für Musikverkäufe
| Goldene Schallplatte - Frankreich - 2017: für das Lied Tristi |

Anmerkung: Auszeichnungen in Ländern aus den Charttabellen bzw. Chartboxen sind in ebendiesen zu finden.
| Land/RegionAuszeichnungen für Musikverkäufe (Land/Region, Auszeichnungen, Verkäufe, Quellen) | Gold       | Platin       | Verkäufe  | Quellen         |
| -------------------------------------------------------------------------------------------- | ---------- | ------------ | --------- | --------------- |
| Frankreich (SNEP)                                                                            | Gold1      | —            | 75.000    | snepmusique.com |
| Italien (FIMI)                                                                               | 20× Gold20 | 57× Platin57 | 4.335.000 | fimi.it         |
| Insgesamt                                                                                    | 21× Gold21 | 57× Platin57 |           |                 |